# Sidi Semiane
Sidi Semiane là một đô thị thuộc tỉnh Tipaza, Algérie. Dân số thời điểm năm 2002 là 2.978 người.